# Owies

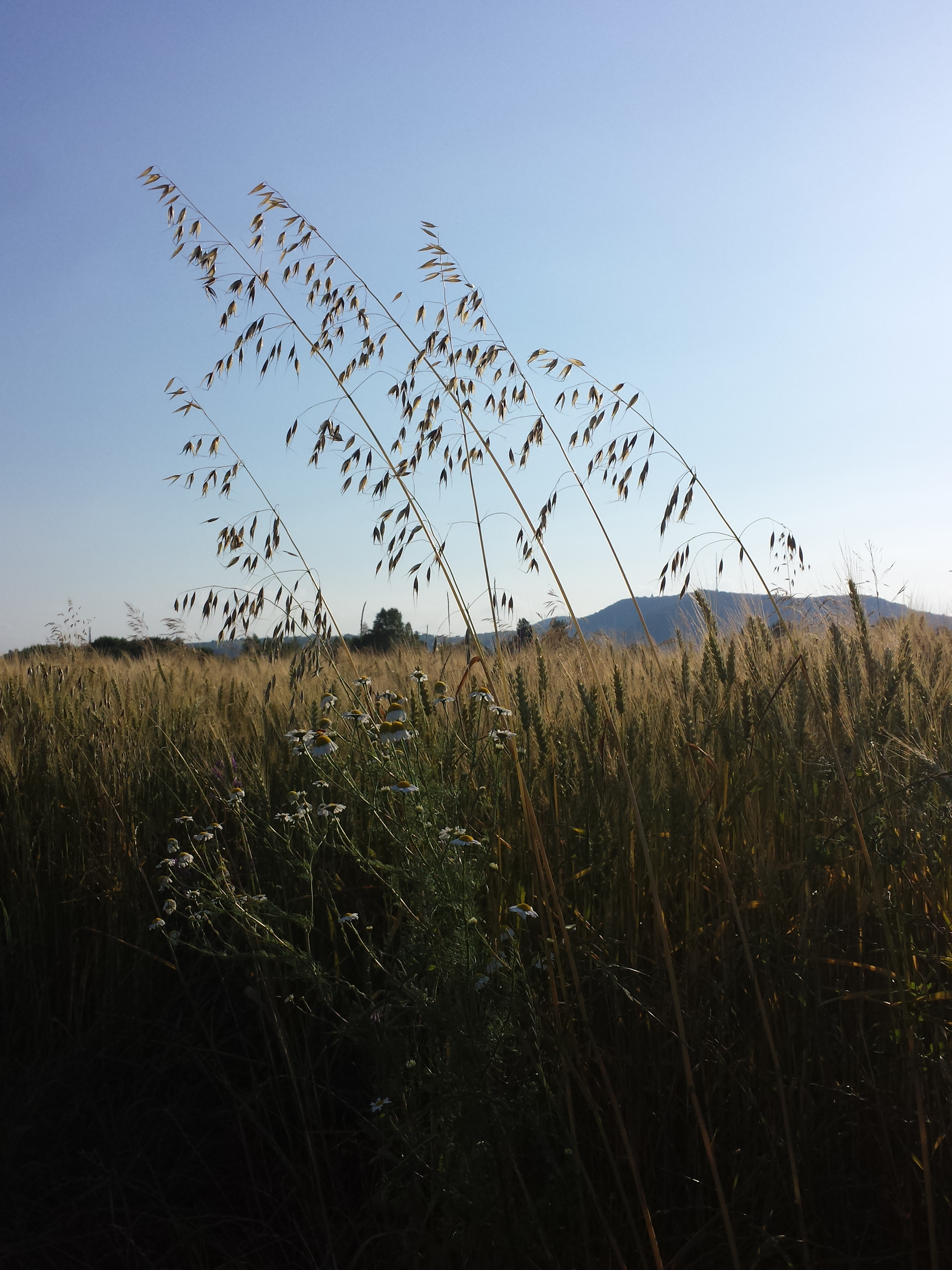
Owies głuchy

Owies (Avena L.) – rodzaj roślin z rodziny wiechlinowatych. Obejmuje 25 gatunków. Rośliny te występują w Europie, Azji i północnej oraz wschodniej Afryce. Kilka gatunków jest uprawianych, głównie  owies zwyczajny A. sativa, do najbardziej uciążliwych chwastów należy owies głuchy A. fatua.

## Rozmieszczenie geograficzne
Pierwotny zasięg rodzaju obejmuje rozległe obszary w obrębie tzw. Starego Świata na półkuli północnej: niemal całą Europę (bez Wysp Brytyjskich i Islandii), Azję (bez części południowo-wschodniej i północno-wschodniej), północną Afrykę oraz Etiopię i Kenię. Rośliny z tego rodzaju rosną poza tym introdukowane niemal wszędzie poza obszarami okołopolarnymi i równikowymi.
Gatunki flory Polski
- owies brodaty Avena barbata Pott ex Link – efemerofit
- owies głuchy Avena fatua L. – antropofit zadomowiony
- owies jednostronny Avena orientalis Schreb. ≡ A. sativa – gatunek uprawiany
- owies krótki Avena brevis Roth – efemerofit
- owies nagi Avena nuda L. em. Mansf. – efemerofit
- owies płonny Avena sterilis L. –  efemerofit
- owies pośredni Avena × vilis Wallr., syn. Avena x hybrida Peterm. –  antropofit zadomowiony
- owies szorstki, o. owsik Avena strigosa Schreb. – antropofit zadomowiony
- owies zwyczajny Avena sativa L. – gatunek uprawiany

## Systematyka
Pozycja systematyczna
Rodzaj z rodziny wiechlinowatych (Poaceae), rzędu wiechlinowców (Poales). W obrębie rodziny należy do podrodziny wiechlinowych (Pooideae), plemienia Poeae, podplemienia Aveninae. W obrębie podplemienia rodzaj sytuowany jest w pozycji siostrzanej względem rodzaju rajgras Arrhenatherum, podczas gdy pozycję bazalną dla tej pary zajmuje rodzaj owsica Helictotrichon.
Wykaz gatunków
- Avena abyssinica Hochst. – owies abisyński
- Avena aemulans Nevski
- Avena agadiriana B.R.Baum & G.Fedak
- Avena atlantica B.R.Baum & G.Fedak
- Avena barbata Pott ex Link – owies brodaty
- Avena brevis Roth – owies krótki
- Avena byzantina K.Koch – owies bizantyjski
- Avena canariensis B.R.Baum, Rajhathy & D.R.Sampson
- Avena chinensis (Fisch. ex Roem. & Schult.) Metzg.
- Avena clauda Durieu
- Avena eriantha Durieu
- Avena fatua L. – owies głuchy
- Avena insularis Ladiz.
- Avena longiglumis Durieu
- Avena magna H.C.Murphy & Terrell
- Avena murphyi Ladiz.
- Avena nuda L. – owies nagi
- Avena prostrata Ladiz.
- Avena sativa L. – owies zwyczajny
- Avena saxatilis (Lojac.) Rocha Afonso
- Avena sterilis L. – owies płonny
- Avena strigosa Schreb. – owies szorstki
- Avena vaviloviana (Malzev) Mordv.
- Avena ventricosa Balansa
- Avena volgensis (Vavilov) Nevski

## Zastosowanie
Rośliną uprawną jest przede wszystkim owies zwyczajny Avena sativa (ok. 90% upraw na świecie), a pozostałymi uprawnymi są: A. strigosa, A. abyssinica, A. bizantina i A. fatua. Wyprodukowane w Polsce ziarno owsa w 80% przeznacza się na paszę, w 15% na materiał siewny, resztę na cele konsumpcyjne. Jednak coraz bardziej poznawane są właściwości chemiczne owsa i znajduje się dla niego coraz bardziej różnorodne zastosowanie: w dietetyce, w lecznictwie, w przemyśle farmaceutycznym, kosmetycznym i chemicznym.

### Rośliny jadalne
Historia
Owies należy do stosunkowo młodych roślin uprawnych. Pojawił się kilka tysięcy lat później aniżeli jęczmień i pszenica.
Pierwsze znaleziska owsa pochodzą ze Szwajcarii z okresu brązu (1500–700 lat p.n.e.) i dotyczą głównie owsa szorstkiego (Avena strigosa). Na terenach polskich pierwsze ślady owsa tj. ziarniaki owsa głuchego (Avena fatua) pochodzą sprzed ok. 700 lat p.n.e. i odnalezione zostały w Biskupinie k. Żnina, jednak uprawa owsa na większą skalę rozpoczęła się dopiero w VIII wieku.
Owies, podobnie jak żyto jest wtórną rośliną uprawną, tzn. początkowo towarzyszył uprawom zbóż jako chwast segetalny. Do Europy przywędrował razem z pszenicą z Azji i w miarę przesuwania się upraw z południa na północ kontynentu, pogarszania się warunków glebowo klimatycznych, zaczął zyskiwać na znaczeniu. Jego dominacja wśród upraw wzrastała i zaczął wypierać gatunki pierwotne.
Owies siewny i głuchy są blisko spokrewnione ze sobą. Prawdopodobnie najpierw uprawiano owies głuchy, a z niego na skutek mutacji powstał owies siewny. A. sativa i A. fatua krzyżują się ze sobą, dając wiele form pośrednich. Inne formy owsa pochodzić mają z następujących obszarów: A. bizantina i A. sterilis – wybrzeże Morza Śródziemnego, szczególnie Afryki Północnej; A. abissinica – z byłej Abisynii (Etiopia); A. strigosa, A. brevis, A. nuda-brevis – z północno-zachodniej i zachodniej Europy; A. nuda – z Chin.